# Sphaeromantis spinulosa
Sphaeromantis spinulosa är en bönsyrseart som beskrevs av Schulthess 1898. Sphaeromantis spinulosa ingår i släktet Sphaeromantis och familjen Mantidae. Inga underarter finns listade i Catalogue of Life.